# Plestiodon brevirostris
El eslizón chato, también conocido como salamanquesa (Plestiodon brevirostris) es una especie de reptil perteneciente a la familia Scincidae del orden Squamata. La especie es endémica de México. Se dispone de registros de ejemplares en los estados de Chihuahua, Ciudad de México, Coahuila, Durango, Guerrero, Hidalgo, Jalisco, Estado de México, Michoacán, Morelos, Nayarit, Nuevo León, Oaxaca, Puebla, San Luis Potosí, Sinaloa, Sonora, Tamaulipas, Tlaxcala, Veracruz y Zacatecas. Observaciones recientes de individuos han sido registradas por la plataforma Naturalista principalmente en los estados de Puebla, Oaxaca y Tlaxcala. Su hábitat es terrestre.
La UICN2019-1 considera a la especie como de preocupación menor.